# Penacova
Penacova é uma vila portuguesa do Distrito de Coimbra que pertenceu à antiga província da Beira Litoral estando atualmente inserida na sub-região Região de Coimbra (NUT III) da região do Centro (Região das Beiras), com 2 827 habitantes. 
A vila é sede do Município de Penacova que tem 216,73 km² de área e 13 119 habitantes (2021), subdividido em 8 freguesias. O município é limitado a norte pelos municípios de Mortágua e Santa Comba Dão (Viseu), a leste por Tábua, a sueste por Arganil, a sul por Vila Nova de Poiares, a oeste por Coimbra e a noroeste pela Mealhada (Aveiro). O município conta com três localidades com estatuto de vila: Penacova, Lorvão e São Pedro de Alva.
Teve Foral concedido por D. Sancho I, a 30 de Agosto de 1192.
Penacova pertence ao bispado de Coimbra. Penacovense é o nome atribuído aos habitantes de Penacova e tem como feriado municipal o 17 de Julho, dia do nascimento do Presidente da República, António José de Almeida. A sua padroeira é Nossa Senhora da Assunção. Penacova também é conhecida como a Capital da Lampreia.

## Freguesias

Freguesias do município de Penacova

O município da Penacova está dividido em 8 freguesias:
- Carvalho
- Figueira de Lorvão
- Friúmes e Paradela da Cortiça
- Oliveira do Mondego e Travanca do Mondego
- Lorvão
- Penacova
- São Pedro de Alva e São Paio do Mondego
- Sazes do Lorvão

## Paróquias
O município da Penacova está dividido em 11 paróquias:
- Nossa Senhora da Conceição de Carvalho
- São João de Figueira
- São Mateus de Friúmes
- São Sebastião de Paradela
- Santa Marinha de Oliveira
- Santiago de Travanca
- Nossa Senhora da Assunção de Penacova
- São Pedro de Alva
- São Paio do Mondego
- Nossa Senhora da Expectação de Lorvão
- Santo André de Sazes

## Economia
O principal recurso do sector primário é a floresta, pela sua amplitude, dimensão e pelas áreas que ocupa, uma vez que 70% do município de Penacova é floresta.
Na agricultura existe a produção no município de frutos vermelhos, kiwis, cogumelos, entre outros.
A empresa Água das Caldas de Penacova é hoje uma das principais empresas de Penacova e que valoriza um recurso endógeno local.

## Locais a visitar
- Mosteiro de Santa Maria de Lorvão, com os túmulos de Santa Teresa e Santa Sancha, cadeirais e grades
- Igreja Matriz de Penacova
- Igreja Matriz de São Pedro de Alva
- Pelourinho de Carvalho
- Capela de Santo António do Cântaro
- Moinhos de Penacova (Portela de Oliveira, Gavinhos e Serra da Atalhada)
- Museu do Moinho Vitorino Nemésio
- Panoramas da Serra do Roxo
- Foz do Caneiro, povoação típica da Beira-Rio
- Praias Fluviais do Reconquinho, Vimieiro e Cornicovo
- Santuário de Nossa Senhora do Monte Alto
- Santuário de Nossa Senhora das Neves, Ermidas
- Fornos da Cal
- Pelourinho de Penacova
- Mirante Emídio da Silva
- Livraria do Mondego 40° 17′ 03″ N, 8° 15′ 50″ O
- Barragens da Aguieira e Coiço

## Evolução demográfica
| Número de habitantes | Número de habitantes | Número de habitantes | Número de habitantes | Número de habitantes | Número de habitantes | Número de habitantes | Número de habitantes | Número de habitantes | Número de habitantes | Número de habitantes | Número de habitantes | Número de habitantes | Número de habitantes | Número de habitantes | Número de habitantes |
| -------------------- | -------------------- | -------------------- | -------------------- | -------------------- | -------------------- | -------------------- | -------------------- | -------------------- | -------------------- | -------------------- | -------------------- | -------------------- | -------------------- | -------------------- | -------------------- |
| 1864                 | 1878                 | 1890                 | 1900                 | 1911                 | 1920                 | 1930                 | 1940                 | 1950                 | 1960                 | 1970                 | 1981                 | 1991                 | 2001                 | 2011                 | 2021                 |
| 14 966               | 16 755               | 17 825               | 18 253               | 18 094               | 17 645               | 16 964               | 19 340               | 19 926               | 18 704               | 17 172               | 17 351               | 16 748               | 16 725               | 15 251               | 13 113               |

(Obs.: Número de habitantes "residentes", ou seja, que tinham a residência oficial neste município à data em que os censos  se realizaram.)	
De acordo com os dados do INE o distrito de Coimbra registou em 2021 um decréscimo populacional na ordem dos 5.0% relativamente aos resultados do censo de 2011. No concelho de Peacova esse decréscimo rondou os 14.0%. 
| Número de habitantes por Grupo Etário | Número de habitantes por Grupo Etário | Número de habitantes por Grupo Etário | Número de habitantes por Grupo Etário | Número de habitantes por Grupo Etário | Número de habitantes por Grupo Etário | Número de habitantes por Grupo Etário | Número de habitantes por Grupo Etário | Número de habitantes por Grupo Etário | Número de habitantes por Grupo Etário | Número de habitantes por Grupo Etário | Número de habitantes por Grupo Etário | Número de habitantes por Grupo Etário | Número de habitantes por Grupo Etário |
| ------------------------------------- | ------------------------------------- | ------------------------------------- | ------------------------------------- | ------------------------------------- | ------------------------------------- | ------------------------------------- | ------------------------------------- | ------------------------------------- | ------------------------------------- | ------------------------------------- | ------------------------------------- | ------------------------------------- | ------------------------------------- |
|                                       | 1900                                  | 1911                                  | 1920                                  | 1930                                  | 1940                                  | 1950                                  | 1960                                  | 1970                                  | 1981                                  | 1991                                  | 2001                                  | 2011                                  | 2021                                  |
| 0-14 Anos                             | 5 426                                 | 5 632                                 | 5 490                                 | 5 694                                 | 6 128                                 | 5 839                                 | 5 459                                 | 4 510                                 | 4 371                                 | 3 177                                 | 2 304                                 | 1 874                                 | 1 218                                 |
| 15-24 Anos                            | 2 938                                 | 2 969                                 | 2 798                                 | 3 101                                 | 3 090                                 | 3 292                                 | 2 989                                 | 2 625                                 | 2 782                                 | 2 560                                 | 2 363                                 | 1 443                                 | 1 204                                 |
| 25-64 Anos                            | 7 045                                 | 7 541                                 | 7 577                                 | 7 737                                 | 8 127                                 | 8 255                                 | 8 265                                 | 7 330                                 | 7 782                                 | 8 077                                 | 8 668                                 | 8 197                                 | 6 482                                 |
| = ou > 65 Anos                        | 1 275                                 | 1 552                                 | 1 473                                 | 1 511                                 | 1 649                                 | 1 898                                 | 1 991                                 | 2 080                                 | 2 416                                 | 2 934                                 | 3 390                                 | 3 737                                 | 4 209                                 |

(Obs: De 1900 a 1950 os dados referem-se à população "de facto", ou seja, que estava presente no município à data em que os censos se realizaram. Daí que se registem algumas diferenças relativamente à designada população residente)

## Política

### Eleições autárquicas[9]
| Data | %     | V     | %       | V       | %       | V       | %            | V            | %              | V         | %              | V       | %  | V  | Participação |                |
| Data | PS    | PS    | PPD/PSD | PPD/PSD | CDS-PP  | CDS-PP  | FEPU/APU/CDU | FEPU/APU/CDU | PCTP/MRPP      | PCTP/MRPP | PSD-CDS        | PSD-CDS | CH | CH | Participação |                |
| ---- | ----- | ----- | ------- | ------- | ------- | ------- | ------------ | ------------ | -------------- | --------- | -------------- | ------- | -- | -- | ------------ | -------------- |
| Data | 1976  | 32,95 | 3       | 32,12   | 3       | 20,61   | 1            | 8,71         | -              |           |                |         |    |    |              | 52,24 / 100,00 |
| 1979 | 32,15 | 2     | 45,28   | 4       | 10,81   | 1       | 8,05         | -            | 67,47 / 100,00 |           |                |         |    |    |              |                |
| 1982 | 37,46 | 3     | 32,49   | 3       | 19,13   | 1       | 5,37         | -            | 0,63           | -         | 67,03 / 100,00 |         |    |    |              |                |
| 1985 | 34,87 | 3     | 38,76   | 3       | 15,46   | 1       | 7,45         | -            |                |           | 60,99 / 100,00 |         |    |    |              |                |
| 1989 | 40,93 | 3     | 45,74   | 4       | 3,65    | -       | 6,10         | -            | 65,85 / 100,00 |           |                |         |    |    |              |                |
| 1993 | 38,13 | 3     | 42,90   | 3       | 10,81   | 1       | 4,91         | -            | 67,90 / 100,00 |           |                |         |    |    |              |                |
| 1997 | 39,01 | 3     | 50,17   | 4       | 3,21    | -       | 3,89         | -            | 66,11 / 100,00 |           |                |         |    |    |              |                |
| 2001 | 33,63 | 3     | 53,69   | 4       | 2,26    | -       | 7,14         | -            | 65,98 / 100,00 |           |                |         |    |    |              |                |
| 2005 | 28,02 | 2     | 56,17   | 5       | 1,92    | -       | 10,29        | -            | 65,46 / 100,00 |           |                |         |    |    |              |                |
| 2009 | 50,97 | 4     | 39,45   | 3       | 1,83    | -       | 5,50         | -            | 63,00 / 100,00 |           |                |         |    |    |              |                |
| 2013 | 51,56 | 4     | CDS-PP  | CDS-PP  | PPD/PSD | PPD/PSD | 5,90         | -            | 37,32          | 3         | 56,99 / 100,00 |         |    |    |              |                |
| 2017 | 54,75 | 4     | 35,74   | 3       | 1,44    | -       | 4,75         | -            |                |           | 60,26 / 100,00 |         |    |    |              |                |
| 2021 | 43,03 | 3     | 46,39   | 4       | 1,00    | -       | 5,10         | -            | 1,06           | -         | 62,26 / 100,00 |         |    |    |              |                |

### Eleições legislativas
| Data | %     | %     | %     | %    | %     | %     | %        | %     | %    | %     | %    | %   | %       | % | %  | %  |
| Data | PSD   | PS    | CDS   | PCP  | UDP   | AD    | APU/ CDU | FRS   | PRD  | PSN   | BE   | PAN | PSD CDS | L | CH | IL |
| ---- | ----- | ----- | ----- | ---- | ----- | ----- | -------- | ----- | ---- | ----- | ---- | --- | ------- | - | -- | -- |
| 1976 | 38,02 | 32,53 | 11,66 | 4,58 | 0,69  |       |          |       |      |       |      |     |         |   |    |    |
| 1979 | AD    | 29,74 | AD    | APU  | 0,71  | 53,97 | 7,54     |       |      |       |      |     |         |   |    |    |
| 1980 | AD    | FRS   | AD    | APU  | 0,41  | 56,58 | 6,95     | 29,22 |      |       |      |     |         |   |    |    |
| 1983 | 39,44 | 39,46 | 10,03 | APU  | 0,40  |       | 6,27     |       |      |       |      |     |         |   |    |    |
| 1985 | 43,51 | 27,00 | 7,88  | APU  | 0,57  | 6,60  | 8,44     |       |      |       |      |     |         |   |    |    |
| 1987 | 58,66 | 25,15 | 4,61  | CDU  | 0,20  | 4,03  | 1,33     |       |      |       |      |     |         |   |    |    |
| 1991 | 61,15 | 28,42 | 3,15  | CDU  |       | 2,43  | 0,40     | 0,79  |      |       |      |     |         |   |    |    |
| 1995 | 44,81 | 42,93 | 5,70  | CDU  | 0,42  | 2,46  |          | 0,18  |      |       |      |     |         |   |    |    |
| 1999 | 43,42 | 43,69 | 5,26  | CDU  |       | 3,97  |          | 0,78  |      |       |      |     |         |   |    |    |
| 2002 | 48,21 | 38,20 | 5,56  | CDU  | 4,15  | 1,12  |          |       |      |       |      |     |         |   |    |    |
| 2005 | 38,25 | 44,44 | 5,23  | CDU  | 4,38  | 3,01  |          |       |      |       |      |     |         |   |    |    |
| 2009 | 35,06 | 42,69 | 6,88  | CDU  | 4,71  | 5,07  |          |       |      |       |      |     |         |   |    |    |
| 2011 | 45,79 | 31,60 | 6,88  | CDU  | 4,96  | 2,78  | 0,67     |       |      |       |      |     |         |   |    |    |
| 2015 | CDS   | 34,61 | PSD   | CDU  | 5,59  | 5,49  | 0,46     | 45,86 | 0,27 |       |      |     |         |   |    |    |
| 2019 | 32,14 | 42,88 | 2,90  | CDU  | 4,65  | 6,41  | 1,69     |       | 0,47 | 0,64  | 0,44 |     |         |   |    |    |
| 2022 | 33,91 | 47,35 | 1,27  | CDU  | 2,96  | 2,53  | 0,74     | 0,59  | 5,18 | 2,16  |      |     |         |   |    |    |
| 2024 | AD    | 35,89 | AD    | CDU  | 33,67 | 2,40  | 2,59     | 1,11  | 1,67 | 14,46 | 2,93 |     |         |   |    |    |

## Equipamentos
- Antiga Escola Primária, no Largo D. Amélia, junto ao Tribunal
- Tribunal

## Gastronomia
A lampreia é o produto chave da gastronomia de Penacova, atraindo muitas pessoas ao município. Outros pratos famosos são o arroz de míscaros e o serrabulho. Além dos doces, salientam-se as Nevadas de Penacova e os Pastéis de Lorvão, à base de ovos e miolo de amêndoa. No Alto Concelho são tradicionais a chanfana e o arroz de fressura, ambos de ovelha. 

## Personalidades célebres
- António José de Almeida, político republicano e sexto presidente da República Portuguesa;
- José Alberto Carvalho, jornalista e locutor de televisão;
- Boaventura de Sousa Santos, sociólogo e professor catedrático;

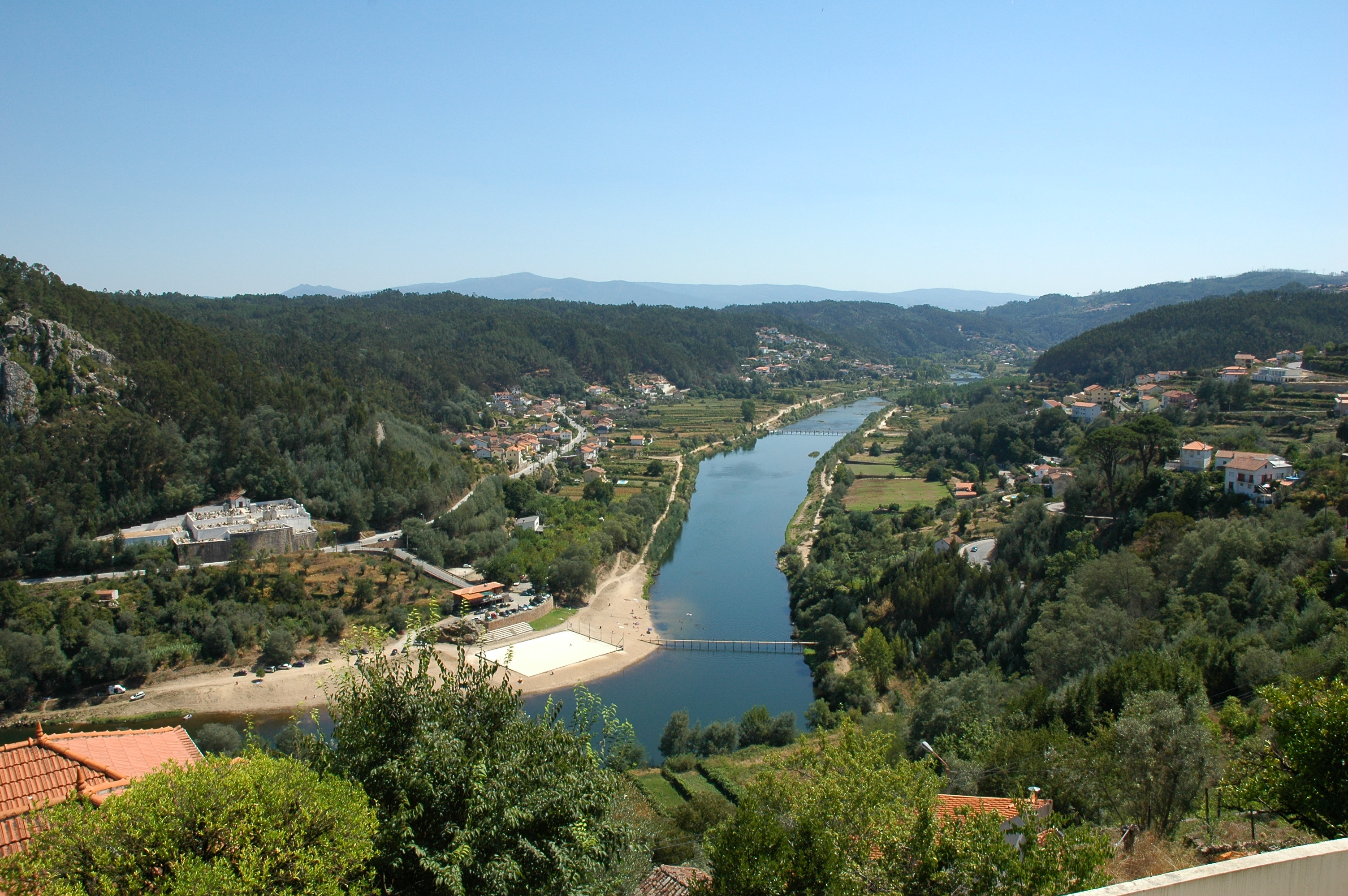
Rio Mondego, Penacova, Portugal

- Martins da Costa, pintor;

## Escolas
AGRUPAMENTO DE ESCOLAS DE PENACOVA
- Escola Básica 2,3 e Secundária de Penacova
- Escola Básica 1, 2, 3 de S. Pedro de Alva
- Escola Básica de Penacova
- Escola Básica de Aveleira
- Escola Básica de S. Mamede
- Escola Básica de Figueira de Lorvão
- Escola Básica de Lorvão
- Escola Básica de Roxo
- Escola Básica de Seixo

## Geminações
- Pont-Saint-Esprit, Occitânia, França
- Cistierna, Castela e Leão, Espanha
- Praia da Vitória, Açores, Portugal